# مقاطعة كلارك (آيوا)
مقاطعة كلارك (بالإنجليزية: Clarke County)‏ هي إحدى مقاطعات ولاية آيوا في الولايات المتحدة الأمريكية.